# Associazione Sportiva Lodigiani 1989-1990
Questa voce raccoglie le informazioni riguardanti l'Associazione Sportiva Lodigiani nelle competizioni ufficiali della stagione 1989-1990.

## Rosa
| N. |                   | Ruolo | Calciatore             |
| -- | ----------------- | ----- | ---------------------- |
|    | Italia (bandiera) | D     | Gianluca Atzori        |
|    | Italia (bandiera) | D     | Alessandro Battisti    |
|    | Italia (bandiera) | D     | Emanuele Bianchini (I) |
|    | Italia (bandiera) | C     | Fernando Bianchini     |
|    | Italia (bandiera) | C     | Gianni Cavezzi         |
|    | Italia (bandiera) | C     | Ovidio Colucci         |
|    | Italia (bandiera) | C     | Fabrizio Conti         |
|    | Italia (bandiera) | P     | Valentino Cuccunato    |
|    | Italia (bandiera) | C     | Dino Di Julio          |
|    | Italia (bandiera) | C     | Massimo Falessi        |
|    | Italia (bandiera) | D     | Fabrizio Fantoni       |
|    | Italia (bandiera) | D     | Gianluca Francesconi   |

| N. |                   | Ruolo | Calciatore          |
| -- | ----------------- | ----- | ------------------- |
|    | Italia (bandiera) | A     | Rodolfo Gentilini   |
|    | Italia (bandiera) | P     | Silvio Lafuenti     |
|    | Italia (bandiera) | C     | Cristiano Lanari    |
|    | Italia (bandiera) | D     | Daniele Lucci       |
|    | Italia (bandiera) | D     | Raffaele Perna      |
|    | Italia (bandiera) | C     | Mauro Picconi       |
|    | Italia (bandiera) | D     | Massimo Pietrantoni |
|    | Italia (bandiera) |       | Riccardi            |
|    | Italia (bandiera) | A     | Massimo Sala        |
|    | Italia (bandiera) | A     | Giampaolo Saurini   |
|    | Italia (bandiera) | D     | Fabio Vulpiani      |